# Zabójczy kondom
Zabójczy kondom (niem. Kondom des Grauens) – niemiecki film niskobudżetowy z 1996 roku, wyreżyserowany przez Martina Walza, zrealizowany na podstawie komiksów Kondom des Grauens i Bis auf die Knochen autorstwa Ralfa Königa, niemieckiego rysownika związanego ze środowiskiem LGBT. Dystrybutorem filmu na Stany Zjednoczone była wytwórnia Troma. Zdjęcia kręcono w Berlinie i Nowym Jorku.
Film łączy w sobie elementy wielu gatunków, takich jak film noir, romans, czarna komedia czy charakterystyczne dla kina klasy B horrory o dziwnych potworach. Przypisuje mu się przynależność do specyficznego podgatunku kina grozy, tzw. queer horror.

## Opis fabuły
Akcja filmu rozgrywa się w Nowym Jorku. W jednej z obskurnych dzielnic działa motel Quickie, do którego osoby różnych orientacji przychodzą uprawiać seks z prostytutkami. W hotelu zaczyna dochodzić do dziwnych wydarzeń, w wyniku których kilku klientom odgryzione zostają członki. Policja obwinia o to ich partnerów seksualnych, jednak ci twierdzą zgodnie, że sprawcą okaleczeń jest prezerwatywa. Do hotelu wysłany zostaje pochodzący z Sycylii homoseksualny detektyw Mackeroni. Na miejscu spotyka Billy’ego, młodego i przystojnego chłopaka na godziny, z którym postanawia się zabawić. Upojne chwile przerywa hotelowa prezerwatywa, która atakuje Mackeroniego.
W wyniku ataku Mackeroni traci prawe jądro, przez co sprawa zaczyna mieć dla niego wymiar osobisty. Mężczyzna nie może także zapomnieć o Billym – czuje, że jest to chłopak, z którym mógłby spędzić resztę swojego życia. Tymczasem krwiożercze prezerwatywy stają się coraz bardziej niebezpieczne, atakując już przechodniów na ulicach. Gdy jedna z prezerwatyw pozbawia członka republikańskiego kandydata na prezydenta, krucjata przeciwko kondomom wkracza w ostateczną fazę, a na mieszkańców Nowego Jorku pada blady strach.
Jak się okazuje, za całym procederem stoi doktor Riffleson – fanatyczka religijna, która porywa znanego naukowca, Borysa Smirnowa, aby produkował mordercze prezerwatywy. Nie podoba jej się to, że współczesny świat jest tak grzeszny. Jako że Biblia nie wspomina nic o zabezpieczeniu się podczas stosunku, postanawia od tego rozpocząć swoją krucjatę. Jej zamiary niweczy jednak Mackeroni.

## Obsada
- Udo Samel – Luigi Mackeroni
- Marc Richter – Billy
- Peter Lohmeyer – Sam Hanks
- Leonard Lansink – Bob „Babette” Miller
- Iris Berben – Doktor Riffleson
- Henning Schlüter – Robinson
- Ron Williams – Komendant
- Ralf Wolter – Profesor Borys Smirnow
- Adriana Altaras – Chorwacka turystka
- Evelyn Künneke – Wilma
- Gerd Wameling – Nauczyciel
- Meret Becker – Phyllis Higgins
- Otto Sander – Pan Higgins
- Monika Hansen – Pan Higgins
- Hella von Sinnen – Detektyw Sally
- Peter M. Krueger – Joe Baluga
- Weijian Liu – Chińczyk
- Georg-Martin Bode – Dick McGouvern
- Lillemor Mallau – Kochanka McGouverna
- Emanuela Mattioli – Kelnerka
- Gode Benedix – Policjant
- Corey James Harkins – Chłopiec, który znajduje kondom
- Dina Leipzig – Dziwka
- Ades Zabel – Transwestyta w Quickie